# شای آغاسی
شای آغاسی (عبری: שי אגסי‎؛ زادهٔ ۱۹ آوریل ۱۹۶۸) مدیر کارآفرین اهل اسرائیل است.